# Општина Санандреј (Тимиш)
Санандреј (рум. Sânandrei) општина је у Румунији у округу Тимиш.
Oпштина се налази на надморској висини од 106 m.